# Megachile strupigera
Megachile strupigera là một loài Hymenoptera trong họ Megachilidae. Loài này được Cockerell mô tả khoa học năm 1922.